# Janelle Salaün
Pour les articles homonymes, voir Salaün.
Janelle Salaün, née le 5 septembre 2001 à Paris, est une joueuse française de basket-ball évoluant aux postes d'ailière et ailière forte.

## Biographie
Joueuse de grande taille formée comme intérieure, sa mobilité lui permet d'être une ailière complète grâce à une belle adresse extérieure.

### Carrière en clubs
Formée au Centre fédéral (9,4 points, 7,7 rebonds en 27 minutes de jeu en moyenne en Ligue 2 en 2018-2019), elle signe son premier contrat professionnel avec les Flammes Carolo. Déçue de son temps de jeu, elle rejoint Villeneuve-d'Ascq l'année suivante. Son frère Tidjane Salaün est également joueur professionnel de basket.
L'Euro 2021 des U20 supprimé pour raisons sanitaires, la FIBA organise des tournois challengers lors desquels Janelle Salaün s'illustre, notamment contre la Pologne avec 26 points à 11/17 de réussite aux tirs, dont 2/4 à 3-points, 21 rebonds et 4 passes décisives. La France termine le Challenge invaincue avec 5 victoires et Janelle Salaün avec des moyennes de 17,0	points à 57,9 % d'adresse, 10,2	rebonds et 2,0 passes décisives est désignée meilleure joueuse du tournoi,. Elle confirme ses qualités et étant responsabilisée en championnat, avec par exemple 17 points le 3 octobre face à Charnay et 14 points le 2 décembre face à Tarbes,.

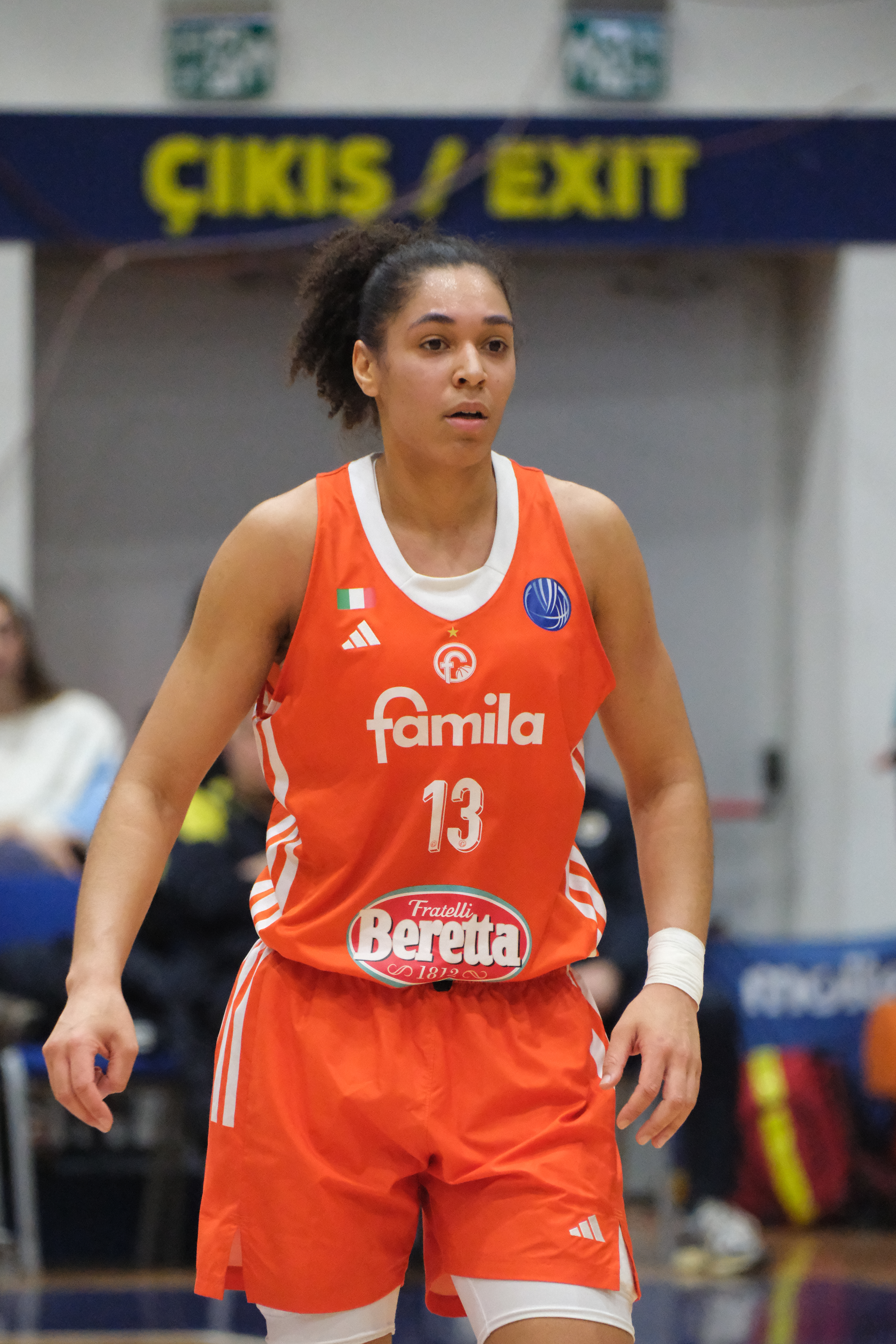
avec Schio en 2025.

Sa saison 2023-2024 avec Villeneuve-d'Ascq est très réussie. Jouant un rôle majeur dans son équipe, elle parvient en effet à se hisser en finale d'EuroLigue, où elle est récompensée à titre individuel d'une place dans le deuxième cinq de la compétition. Elle remporte également le titre national en LFB, avec une place dans le premier cinq. Cette saison réussie clôt donc son expérience en France lorsqu'elle décide à la fin de la saison de rejoindre le club italien de Famila Schio. Après une victoire en Coupe d'Italie, elle est élue en mai 2025 meilleure joueuse des finales du championnat d'Italie que son équipe de Schio remporte face à Venise. Elle signe en mai avec le club tchèque de l'USK Prague pour la saison suivante.
Elle fait ses débuts en WNBA avec les Valkyries de Golden State lors de la saison 2025, avec notamment un match à 18 points et 13 rebonds lors de la courte défaite de Golden State face au Liberty de New York (82-77) le 29 mai. Juste avant le début du championnat d'Europe 2025, elle rejoint l'équipe de France. Ses statistiques en WNBA sont alors de 11,8 points, 5,9 rebonds et 1,4 passe en moyenne.

### Sélection
Janelle Salaün fait partie de la génération 2001, avec notamment Marine Fauthoux et Iliana Rupert, qui remporte 
le Championnat d'Europe des moins de 16 ans 2017 puis est finaliste face aux Américaines de la coupe du monde U17 2018. Lors du championnat d'Europe des moins de 18 ans 2019, la France, privée de Fauthoux et Rupert, sélectionnées avec l'équipe de France A, remporte la médaille de bronze face à la Russie, Saloun étant nommée dans le cinq majeur de la compétition.
Appelée en 2022 en équipe de France pour la préparation à la coupe du monde, elle doit finalement déclarer forfait en raison d'un poignet douloureux. C'est en novembre de la même année qu'elle obtient sa première sélection, lors Finlande, dans un match de qualifications au championnat d'Europe 2023 où elle inscrit 12 points à 5/6 aux tirs, capte 2 rebonds et réussit 1 interception en 15 minutes.
Elle figure dans le groupe finale du championnat d'Europe. Elle prend de l'importance au sein du collectif français, occupant une place dans le cinq majeur lors des deux dernières rencontres. Elle s'avère plus particulièrement utile pour sécuriser le secteur intérieur lors du match pour la troisième place face à la Hongrie, remporté 82 à 68. Sur cette compétition, elle présente des statistiques de 6,3 points à 52% de réussite aux tirs et 3,5 rebonds pour  8,2 d’évaluation en 19 minutes.

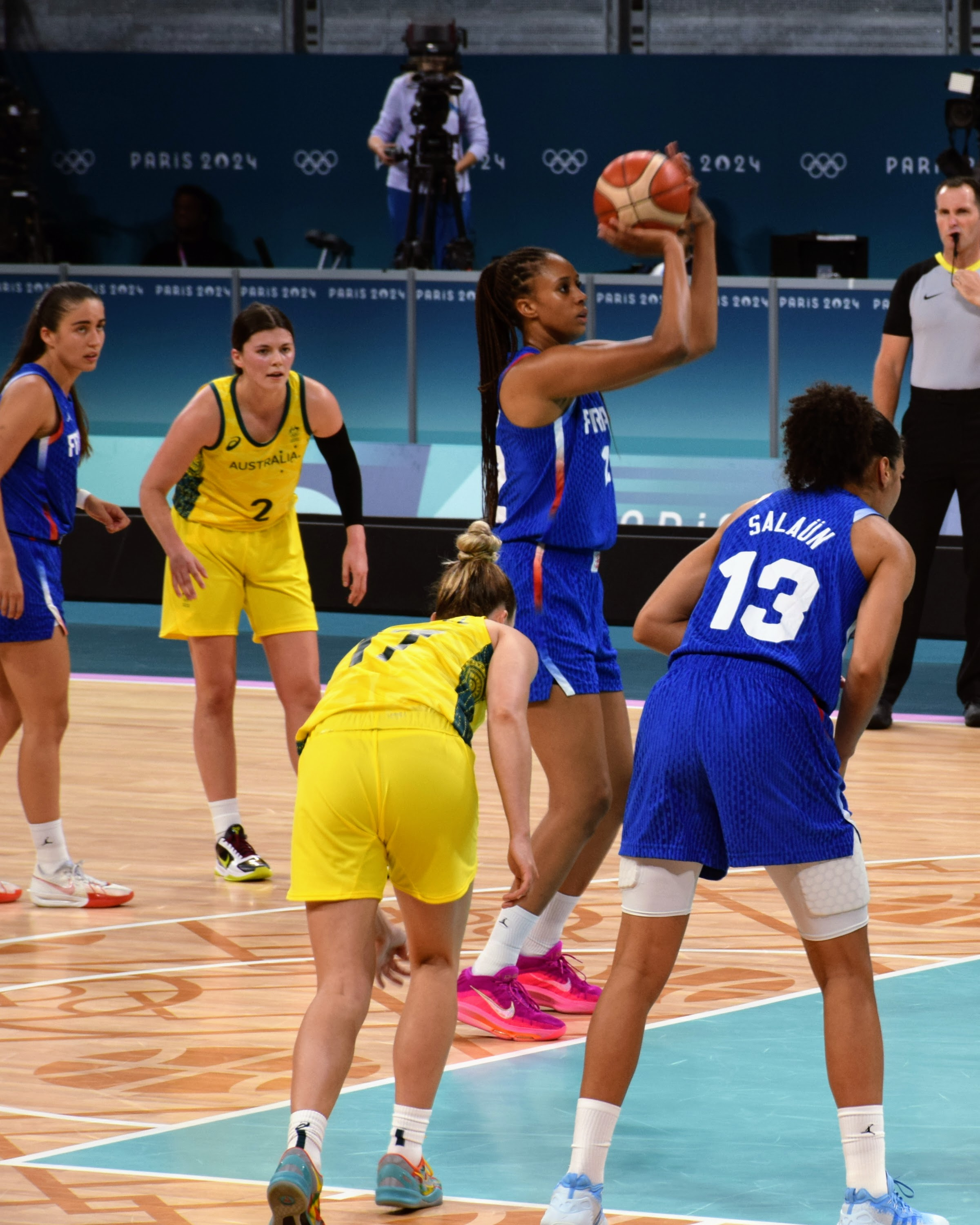
La génération 2001, Marine Fauthoux à gauche, Iliana Rupert aux lancers-francs, Janelle Salaün, de dos, face à l'Australie aux Jeux olympiques de 2024.

De nouveau retenue pour disputer les Jeux olympiques  de 2024, son énergie s'avère précieuse lors de la victoire face à la Belgique en demi-finale, même si cela ne se traduit pas forcément dans ses statistiques, 10 points, 50% aux tirs, 6 rebonds, 1 passe et 2 interceptions. Lors de la finale face aux Américaines, perdue 67 à 66, Son impact sur le jeu des Françaises est surtout défensif.
Étant arrivée des États-Unis juste avant le début du championnat d'Europe, elle réussit un excellent début de compétition, terminant meilleure marqueuse avec 20,7 points à 65,7% de réussite aux tirs, des joueuses encore en lice pour les quarts de finale. Dans un quart de finale face à la Lituanie où les Françaises dominent rapidement la rencontre, elle est peu utilisée avec toutefois 10 points à 4/4 % aux tirs. Lors de la demi-finale, perdue 65 à 64, elle est bien prise par la défense espagnole et est limitée à un 3 sur 11 dont 0 sur 6 à trois points. La France s'incline ensuite lors du match pour la troisième place face à l'Italie sur le score de 69 à 54, Janelle Salaün marquant 9 points, à 0 sur 3 à trois points.

## Palmarès

### En club
- Championnat de France LFB : 2023-24[13]
- Finaliste de l'Euroligue : 2023-24[32]
- Championne d'Italie Lega A1 Femminile : 2024-25[17]
- Coupe d'Italie : 2024-25[16]

### Sélection nationale

#### Seniors
- Médaille de bronze au Championnat d’Europe 2023[33]
- Médaille d'argent aux Jeux olympiques d'été de 2024 à Paris

#### Jeunes
- Médaille d'or au Championnat d'Europe 2017 des moins de 16 ans[2]
- Médaille d'argent au Championnat du monde 2018 des moins de 17 ans[2]
- Médaille de bronze au Championnat d'Europe 2019 des moins de 18 ans[2]
- Médaille d’or au Challenger 2021 U20 de Konya[34]

## Distinctions personnelles

### En sélection nationale

#### Jeunes
- MVP au Challenger 2021 U20 de Konya[34]

### En club
- MVP des Finales du Championnat italien Lega A1 Femminile : 2024-25[17]
- Cinq Majeur LFB : 2023-24[35]
- Deuxième cinq d’EuroLigue : 2023-24[36]
- Troisième cinq d’EuroLigue : 2024-25[37]

## Décorations
- Chevalier de l'ordre national du Mérite (2024)[38]